# 科摩多网络安全套装
科摩多网络安全套装（英語：Comodo Internet Security，简称：CIS），由科摩多集团研发，是一款运行于视窗平台的网络安全套件。它提供了反恶意软件的保护功能、个人防火墙和基于主机的入侵防御系统（HIPS）被称为Defense+。作为Defense+的一部分，4.0以及更高的版本都包含了隔离未知应用程序的沙盒功能。
科摩多互联网安全套装V5，最新发布的主要产品，于2010年9月14日发布。在其他功能中，版本5有一个新的用户界面主题、应用沙盒，减少弹窗警告并且能够方便地利用系统快照或创建还原点。
科摩多互联网安全套装目前在Matousec的主动安全挑战中排名第一，并且100%通过了148款软件防火墙测试，在所有独立测试中是唯一能够始终排名第一或并列第一（通常与Online Armor）的防火墙和主机入侵防御系统；自2008年6月发布的3.14.13009版本以来从未丢掉第一的排名，作为防火墙和HIPS应用程序，即使是近三年的旧软件仍然100%通过了最新安全测试，是那个年代仅有的通过率超过70%的软件（Zone Alarm专业版7是同一时期的软件通过率仅为27%）.

## 版本
科摩多网路安全/互联网安全套装有多个版本可用：
- 科摩多网路安全/互联网安全套装，是免费的软件.[4]自4.1版本后，此产品被称为科摩多互联网安全套装赠版Comodo Internet Security Premium（仍然是免费的），[7][8][9][10]尽管，截止2010年6月20此产品仍然是免费这点在产品网站是没有变化的。[4]
- 科摩多互联网安全套装专业版，是一款商业软件，附加了其他功能，包括TrustConnect（一项VPN服务）和Live Support（能够邀请科摩多技术人员在线连接到本地计算机）[11]
- 科摩多互联网安全套装完整版，另一款商业软件，在Pro专业版上补充了在线备份服务和保险服务，能够掩盖被授权的人假设他或她的ID被盗了[12]
- 科摩多防火墙，仅是组成科摩多互联网安全套装的防火墙组件。此产品安装包的大小和科摩多互联网安全套装上防火墙组件一样并且还能安装反病毒组件。[13]
- 科摩多杀毒，仅是组成科摩多互联网安全套装的杀毒组件。此产品安装包的大小和科摩多互联网安全套装上杀毒组件一样并且还能安装防火墙组件[14]

### Release 5
在CIS 5.0中，新增了雲端防毒保護和間諜軟體掃描功能。由於它無法有效清除所有發現的惡意軟體，因此開發了Comodo Cleaning Essentials以補充CIS。
基於主機的入侵防禦系統：Comodo的基於主機的入侵防禦系統（HIPS），名為Defense+，旨在提供對未知惡意軟體的保護。它設計用於限制未知應用程序的行為，並限制對重要文件、文件夾、設置和Windows登錄檔的訪問。Defense+預設會拒絕任何未知程序的安裝或執行，除非用戶明確允許，或者文件出現在Comodo的白名單上。在CIS 4.0中，向Defense+新增了一個沙盒，用於隔離和運行未知應用程序。

### Release 6
CIS v6於2013年2月發布，提供了使用者介面的重大修訂和諸如完全沙盒化桌面環境等重要新功能。

### Release 7
2014年3月6日，Comodo宣布完成CIS v7的測試版測試。Release 7於2014年4月正式發布。此版本包括一個新的病毒監控工具VirusScope和Web Filtering功能，這些功能提供對用戶訪問Web內容的控制。

### Release 8
於2014年11月3日正式發布。它包括增強的自動Containment 沙箱技術功能。

### Release 10
於2016年12月22日正式發布。它包括安全購物(Secure Shopping)功能，防止線上交易期間的惡意軟體攔截。

### Release 11
於2018年6月26日正式發布。它包括許多穩定性和性能的改進。

### Release 12
於2019年3月26日正式發布。它包括在創建規則方面的額外功能，以及對2018年10月Windows 10更新的完全支持。

## 功能特点
科摩多互联网安全套装围绕分层安全概念设计，整合组件旨在保护对计算机系统的入侵（防火墙，Defense+以及内存防火墙），各组件旨在解决任何其他组件错过的入侵。（目前反病毒组件整合在科摩多BOClean反病毒程序中）。
防火墙
科摩多的防火墙，Comodo Firewall Pro，一般在防火墙测试网站上能得到很高的分数，例如Matousec，经常被列为前三名防火墙。防火墙组件已经被PC杂志和Gizmo技术支持警报宣布获得编辑推荐奖。and Gizmo's Tech Support Alert.
自动沙盒化(AutoSandbox)
无法被识别(既非在恶意程序数据库中，也不在安全白名单中)的程序会被移到一个虚拟的作业系统环境(沙盒)执行。科摩多称这种策略叫做「默认拒绝」，因为这些程序被拒绝存取计算机作业系统档案。
主机式入侵防御系统(HIPS)：
科摩多基于主机的入侵防御系统（HIPS），被称为Defense+，旨在提供对未知的恶意软件入侵的保护。它的目的是限制未知应用程序的行为，以及限制存取重要文件、文件夹、设置和Windows注册表。Defense+使用默认拒绝保护，拒绝任何未知的文件权限进行安装或执行，除用户明确允许或者文件出现在科摩多的白名单中。自4.0版起，科摩多网络安全套装将沙盒功能加到Defence+中，以隔离执行无法识别的档案。
杀毒：
科摩多的杀毒软件于2008年10月23日随着科摩多互联网安全套装公开发布。自CIS3.8版本以来，它提供了一个启发式引擎扫描。科摩多网络安全套装5.0版新增了云端防护和间谍软件扫描的功能。因为科摩多网络安全套装无法有效移除所有它侦测到的恶意软件，所以科摩多公司推出了Comodo Cleaning Essentials (CCE)，专门用来移除恶意程序。
云端扫描：
科摩多自动分析系统是一种在线扫描，扫描可疑文件并报告其发现。that scans suspicious files and reports back its findings.
内存防火墙（缓冲区溢出保护）
科摩多内存防火墙，组合在CIS3.8中，为了防止缓冲区溢出和臭名昭著的Return-to-libc的攻击。内存防火墙保护所有的应用程序。科摩多内存防火墙探测缓冲区的内存堆栈溢出，以及ret2libc攻击和破坏/坏的SEH链。这种缓冲区溢出保护是安全套装中科摩多分层保护的一部分。由于越来越普遍利用最终用户计算导致对BO保护的需求在不断增加。试图对缓冲区溢出的攻击，CIS提出了一个弹窗警报。它提供保护防止数据被盗、计算机系统崩溃，这些是缓冲区溢出攻击可能导致的后果。目前已整合至execution control settings之內。
ThreatCast
ThreatCast是一个以社区为基础的建议系统，收集有关于其他用户在电脑上已采取的行为的信息。这些统计数据显示在警报窗口，给用户提供意见此行为是否安全。目前已取消該功能。
远端协助
科摩多网络安全套装的付费版本中提供了GeekBuddy，让科摩多公司的计算机工程师可以远端连线到使用者的计算机，协助使用者计算机的解毒并提供其他援助。GeekBuddy 也以独立的形式贩售，供使用者购买。
KillSwitch
KillSwitch 是一个替代的工作管理员。使用者可以透过KillSwitch 识别、监控并阻止潜在恶意程序。
虚拟桌面(Virtual Kiosk)
科摩多网络安全套装6.0版新增了虚拟桌面功能，此虚拟桌面完全在安全的沙盒环境下执行。虚拟桌面可以模拟Microsoft Windows 和Chrome 作业系统。
Comodo Cleaning Essentials (CCE)
科摩多网络安全套装被批评无法完全移除所有它侦测到的恶意软件，因此科摩多公司推出了CCE。CCE是一款手动恶意软件扫描器，所用的数据库和扫毒引擎和科摩多网络安全套装完全相同。它可以从科摩多网站中单独下载，亦可直接从科摩多网络安全套装中下载。和防毒软件不同的是，CCE 并不提供实时防护，使用者须手动执行扫描。CCE 是免安装的，可从USB 或外接装置中直接执行，只要计算机有网络连线，CCE 就可以连到科摩多服务器更新病毒数据库。
CCE 有三种扫描模式:智能扫描、完整扫描和自订扫描，可以侦测各种恶意程序，包含rootkits。在执行完整扫描前，CCE 会重新启动计算机并优先于其他程序随计算机自启动，以便侦测并移除一些科摩多防毒难以清除的恶意软件。CCE 中亦包含KillSwitch，可以判定程序是安全、危险或是未知的，并强制结束一些Windows 工作管理员无法关闭的处理程序。此外，Autorun Analyzer 亦包含于CCE中，可以分析并辨识恶意的自动启动项。

## 评价

### 第三方评价
科摩多网络安全套装最初的评价好坏不一:一般来说，其防火墙和其价位受到好评，但其防毒软件侦测率评价不好。然而，随着科摩多网络安全套装的更新版，其防毒软件的评价逐渐好转。
PC Magazine中的安全分析家Neil J. Rubenking 在公元2008年三月测试了科摩多防火墙专业版(pro)3.0版和科摩多网络安全套装3.5版，给前者4.5分/5分，给后者只有2.5分/5分。他称赞其防火墙的能力，但批评其防毒的能力。
PC World 的Robert Vamosi 在公元2009年5月28日测式了科摩多网络安全套装3.8版，给它1分/5分，并批评其功能不足、基于AV-TEST 的测试结果其侦测率令人失望。
三年后，科摩多网络安全套装又往前推进了三个版本，它的评价明显好转。Rubenking 在公元2012年1月30日评测科摩多网络安全套装专业版2012版(即第5.0版)，给它4星/5星。他称赞其支援服务和防毒功能，但不满于其「有開等於沒開」的防火墙、过多的Defense+弹出警示、缺乏家长控制、反垃圾信、反网络钓鱼和隐私保护功能，以及不佳的安全实验室测试结果。
Softpedia 的Elena Opris 在公元2012年10月29号评测科摩多网络安全套装6.0版，并给5分/5分。这是Softpedia 第一次介绍此防毒产品，Opris 对它毫无批评，并对其许多方面赞誉有佳。
Techworld 在2013年1月9日给科摩多网络安全套装专业版2013版(即第6版)4星/5星的评价，并说到:「科摩多网络安全套装包含云端扫描和行为分析防护，可确保您计算机的安全。我们推荐此产品。」在同一天，BetaNews.com 的Mike Williams 评论科摩多网络安全套装专业版2013版:「我们认为科摩多网络安全套装对于计算机初学者来说仍嫌太过复杂。不过普通的使用者会爱上它大量的自动化处理，而专业使用者会享受它强大的工具和极大的可设定性。」
科摩多网络安全套装完整版2013在公元2013年2月7日获选为PC Magazine Editor’s Choice. Neil J. Reubenking 再次评测该软件，并给予4.5星/5星的评价，赞扬它的支援服务、虚拟私人网络(VPN)服务、域名系统(DNS)服务和实惠的价格，但批评它的行为封锁程序(behavior blocker)和不良的反钓鱼网站能力。Reubenking 最后结论道:「科摩多网络安全套装完整版2013最大的优势不再于它的功能，而在它的支援服务。GeekBuddy远端协助修复了所有包含安全或其他方面的问题。若科摩多的保护不敌恶意程序的破坏，Virus-Free Guarantee会赔偿你的损失；数位资料遭窃也在赔偿的范围内。」
TopTenReviews.com在公元2013年10月给科摩多网络安全套装完整版2013版9.18分/10分。评测中提到防火墙元件得到了他们的金质奖，提供了最好的防护。然而他们也提到，科摩多缺乏品牌的口碑。

### 独立实验室测试结果

#### Virus Bulletin
科摩多网络安全套装在2010年10月到2011年12月间参与了六次 Virus Bulletin(一间英国杂志)所办的防毒软件测试。该项测试测试防毒软件面对普遍流行的计算机病毒的表现。若某软件侦测到所有的样本，并无产生任何误判，则该软件通过此测试。科摩多网络安全套装只在2011年4月通过了一次测试。

#### AV-TEST 实验室
德国的AV-TEST 实验室定期测试安全产品的保护、修复和易用性。超越平均分数的产品会得到一个认证。
自2010年起，科摩多网络安全套装参与AV-TEST 实验室的测试。在2013年2月，科摩多网络安全套装2013版第一次得到AV-TEST 认证，分数如下:保护3.5/6分、修复3.5分、易用性3分(于Microsoft Windows 8 测试)。
在2013年3-4月针对26款防毒软件的测试中，科摩多网络安全套装得到了保护6分、修复4分、易用性2.5分(于Microsoft Windows XP 测试)。
在2013年5-6月针对26款防毒软件的测试中，科摩多网络安全套装得到了保护6分、修复5.5分、易用性3.5分(于Microsoft Windows 7 测试)。

#### Matousec
科摩多网络安全套装在主动防护上表现较佳。Matousec在2013年1月18日分析了38款安全产品的主动防御能力，科摩多网络安全套装2013版得到第一名。科摩多网络安全套装2013版在Microsoft Windows 7 Service Pack 1 (Windows 7 SP1)、Internet Explorer 9的环境下测试，通过101个/110个测试(92%)。在2013年10月30日，科摩多网络安全套装2013版仍维持第一，而且分数有所进步，通过107个/110个测试(97%)。

## 注脚
版本日誌 （页面存档备份，存于）列出了大部分版本的科摩多网络安全套装。然而，由于并非所有的版本都有列出，所以要确认最新的版本最好的方法就是去科摩多官网下载安装包。

## 外部連結
- 科摩多免费网路安全与互联网安全套装 （页面存档备份，存于）
- 科摩多免费杀毒软件 （页面存档备份，存于）